# Julie en juillet
Pour plus de détails, voir Fiche technique et Distribution.
Julie en juillet (Im Juli) est un film germano-turc réalisé par Fatih Akın, sorti en 2000.

## Synopsis
Daniel est un jeune professeur à Hambourg. Il a prévu de rester en ville pour l’été. Dans un marché, une jeune vendeuse de bijoux, Juli, lui promet qu’il rencontrera l'amour dans la journée s’il porte la bague en forme de soleil qu’elle lui vend. Elle l’invite en même temps à la rejoindre pour la soirée. Malheureusement pour elle, Daniel tombe amoureux d'une séduisante jeune Turque, Melek, un peu perdue à Hambourg qui va partir à Istanbul ; Daniel décide de partir la rejoindre.
Juli décide alors de partir en stop où la première personne à s’arrêter l’emportera. Et c’est avec Daniel qu’elle embarque pour un road-movie vers le Bosphore…

## Fiche technique
- Réalisateur : Fatih Akin
- Photographie : Pierre Aïm
- Montage : Andrew Bird
- Production : Stefan Schubert et Ralph Schwingel
- Musique : Ulrich Kodjo Wendt, Daniel Puente Encina
- Langue : allemand (et anglais, hongrois, turc, roumain)
- Distributeur : K-Films Amérique (Québec)

## Distribution
- Moritz Bleibtreu : Daniel Bannier
- Christiane Paul : Juli
- İdil Üner : Melek
- Mehmet Kurtuluş : İsa
- Jochen Nickel : Leo
- Branka Katić : Luna
- Birol Ünel : Club Doyen
- Sandra Borgmann : Marion
- Ernest Hausmann : Kodjo, voisin de Daniel
- Gábor Salinger : vendeur hongrois
- Cem Akın : garde-frontière turc
- Fatih Akın : garde-frontière roumain
- Sándor Badár : Alin
- Daniel Puente Encina : Guitariste et chanteur. Caméo avec son groupe de musique Niños Con Bombas
- Dylan Gray : garde-frontière hongrois

## Autour du film
- L’éclipse solaire qui apparait dans le film a eu lieu le 11 août 1999, bien que l’histoire ait lieu en juillet 1999.
- La partie du film-voyage qui se passe en Roumanie est constituée d’une séquence de photos car l’équipe n’a pas eu d’autorisation de tournage dans ce pays.
- Le réalisateur Fatih Akin fait une apparition dans le film en interprétant le douanier à la frontière hongro-roumaine.
- On entend deux fois la chanson de Sezen Aksu Değer mi? (Est-ce que ça vaut le coup tirée de l'album Gülümse (en)), une fois au début et une fois à la fin du road-trip vers la Turquie.
- Récompense : prix du film allemand 2001 pour Moritz Bleibtreu (meilleur acteur).